# ترابری در مالزی

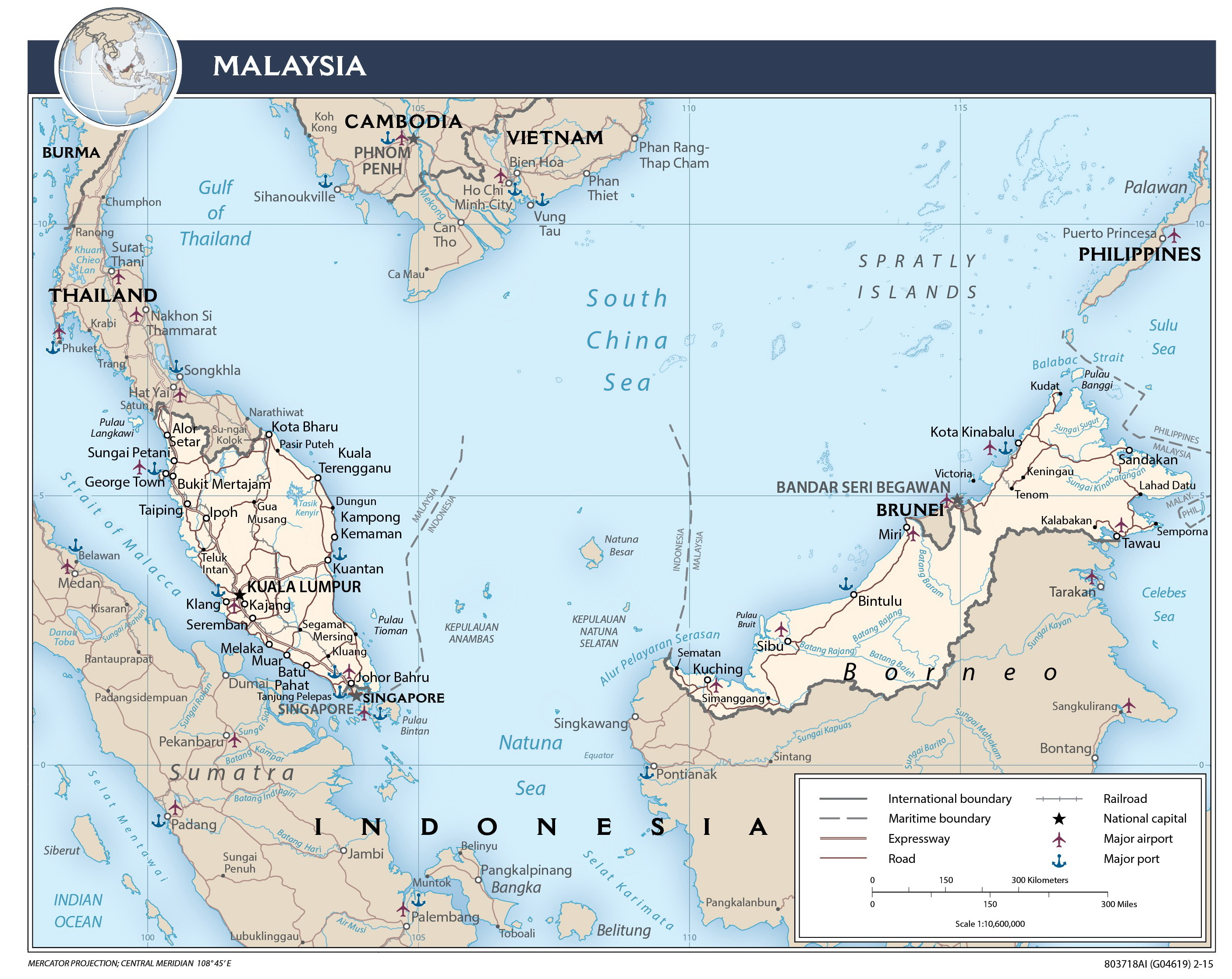
یک نقشه که شبکه حمل و نقل در مالزی را نشان می‌دهد

ترابری در مالزی (انگلیسی: Transport in Malaysia) در طی حکمرانی استعمار بریتانیا شروع به توسعه پیدا کرد و در حال حاضر شبکه حمل و نقل متنوع شده و گسترش یافته است. شبکه جاده ای مالزی پهناور است و ۲۹۰٬۰۹۹٫۳۸ کیلومتر را تحت پوشش قرار داده که از این مقدار، ۲٬۰۱۶٫۰۵ کیلومتر را بزرگراه تشکیل داده است (در سال ۲۰۲۱). راه اصلی این کشور بیش از ۸۰۰ کیلومتر بوده که از سنگاپور تا مرز تایلند امتداد دارد. در حالی که سیستم جاده‌ای در ناحیه مالزی شرقی چندان توسعه نیافته است، بخش شبه‌جزیره مالزی دارای شبکه جاده‌ای گسترده‌ای می‌باشد. روش‌های اصلی حمل و نقل در شبه‌جزیره مالزی شامل اتوبوس، قطار، خودرو و تا حدودی سفر تجاری با هوایپما است.
مالزی، شش فرودگاه بین‌المللی دارد. شرکت هواپیمایی رسمی این کشور مالزی ایرلاینز است که همراه با دو شرکت دیگر، خدمات هوایی داخلی و بین‌المللی را در دسترس قرار داده‌اند. بیشتر شهرهای بزرگ مالزی از طریق مسیر هوایی به هم ارتباط دارند. سیستم ریلی، زیر نظر دولت به فعالیت می‌پردازد و در مجموع ۱٬۸۴۹ کیلومتر را دربرگرفته است. راه‌آهن شهری و حومه و سیستم حمل و نقل سریع در شهرها محبوب هستند و بار ترافیکی روی سیستم‌های حمل و نقل دیگر را کاهش داده و به عنوان سیستم حمل و نقل مطمئن، ایمن و راحت مورد توجه قرار دارد.

## خشکی
جاده
شبکه جاده ای مالزی متشکل از ۲۹۰٬۰۹۹٫۳۸ کیلومتر (۱۸۰٬۲۵۹مایل) است که از این مقدار، ۲۸۸٬۰۸۳٫۳۳ کیلومتر (۱۷۹٬۰۰۶٫۶۸ مایل) را جاده آسفالت و غیر آسفالت پوشش داده است و ۲٬۰۱۶٫۰۵ کیلومتر (۱٬۲۷۲٫۷۲ مایل) بزرگراه است. طولانی‌ترین بزرگراه در مالزی، بزرگراه شمال-جنوب به طول بیش از ۸۰۰ کیلومتر (۵۰۰ مایل) از مرز تایلند تا سنگاپور امتداد دارد. بعد از آن، بزرگراه ساحل شرقی (LPT-E8) با طولی حدود ۵۰۰ کیلومتر است که از کوالالامپور تا مرکز ایالت ترنگانو، کوالا ترنگانو امتداد دارد. شبکه جاده‌ای در ایالت‌های صباح و ساراواک کمتر توسعه یافته‌اند و در مقایسه با شبکه جاده‌ای در شبه‌جزیره مالزی دارای کیفیت پایین‌تری هستند.